# Відігнутозуб сплахноподібний
Відігнутозуб сплахноподібний (Anacamptodon splachnoides) — вид мохів порядку гіпнобрієвих (Hypnales).

## Поширення
Ареал охоплює такі частини світу: Європа, Північна Америка.
Населяє кору дерев, вологі захищені ніші, виїмки, тріщини, сучки на колодах, пні, іноді гнилі, мокру породу; на висотах 0–1700 метрів.

## Характеристика
Рослини від тьмяних до блискучих. Стебла повзучі, гілки ± висхідні, прямі чи злегка загнуті на верхівках. Стеблові й гілкові листки від випростаних до злегка розпростертих коли сухі, розпростерті коли вологі. Коробочкові ніжки жовті, прямі, 0.7–1.4 см. Коробочка від жовтого до коричневого кольору, 0.8–2 мм, при висиханні сильно звужена під гирлом. Спори кулясті, дрібно-сосочкові.